# Lorenzo Bandini
Lorenzo Bandini (Marj, Libija, 26. prosinca 1935. – Monte Carlo, Monako, 10. svibnja 1967.) je bivši talijanski vozač automobilističkih utrka.

## Rezultati u Formuli 1
| Sezona | Momčad                                                | Šasija                               | Motor                                                      | Utrke | Pobjede | Podiji | Bodovi | Plasman |
| ------ | ----------------------------------------------------- | ------------------------------------ | ---------------------------------------------------------- | ----- | ------- | ------ | ------ | ------- |
| 1961.  | Scuderia Centro Sud                                   | Cooper T53                           | Maserati 6-1500 1.5 L4                                     | 4     | 0       | 0      | 0      | —       |
| 1962.  | Scuderia Ferrari SpA SEFAC                            | Ferrari 156                          | Ferrari 178 1.5 V6                                         | 3     | 0       | 1      | 4      | 12.     |
| 1963.  | Scuderia Centro Sud Scuderia Ferrari SpA SEFAC        | BRM P57 Ferrari 156                  | BRM P56 1.5 V8 Ferrari 178 1.5 V6                          | 7     | 0       | 0      | 6      | 10.     |
| 1964.  | Scuderia Ferrari SpA SEFAC North American Racing Team | Ferrari 156 Ferrari 158 Ferrari 1512 | Ferrari 178 1.5 V6 Ferrari 205B 1.5 V8 Ferrari 207 1.5 F12 | 10    | 1       | 4      | 23     | 4.      |